# Tulipa tarda
Tulipa tarda es una especie de tulipanes pequeños nativa de Asia, cultivada como ornamental particularmente para jardines de rocalla.

## Descripción
Se trata de una especie herbácea, perenne y bulbosa que alcanza los 15 cm de altura. Presenta hojas basales arrosetadas, estrechas, y flores de 5 cm de diámetro, con forma de estrella, blancas y amarillas en el centro. Cada tallo lleva hasta 6 flores.

## Distribución y hábitat
Es nativa de Asia central, particularmente de Tien Shan. Crece en las laderas rocosas y pedregosas de las montañas.

## Cultivo y usos

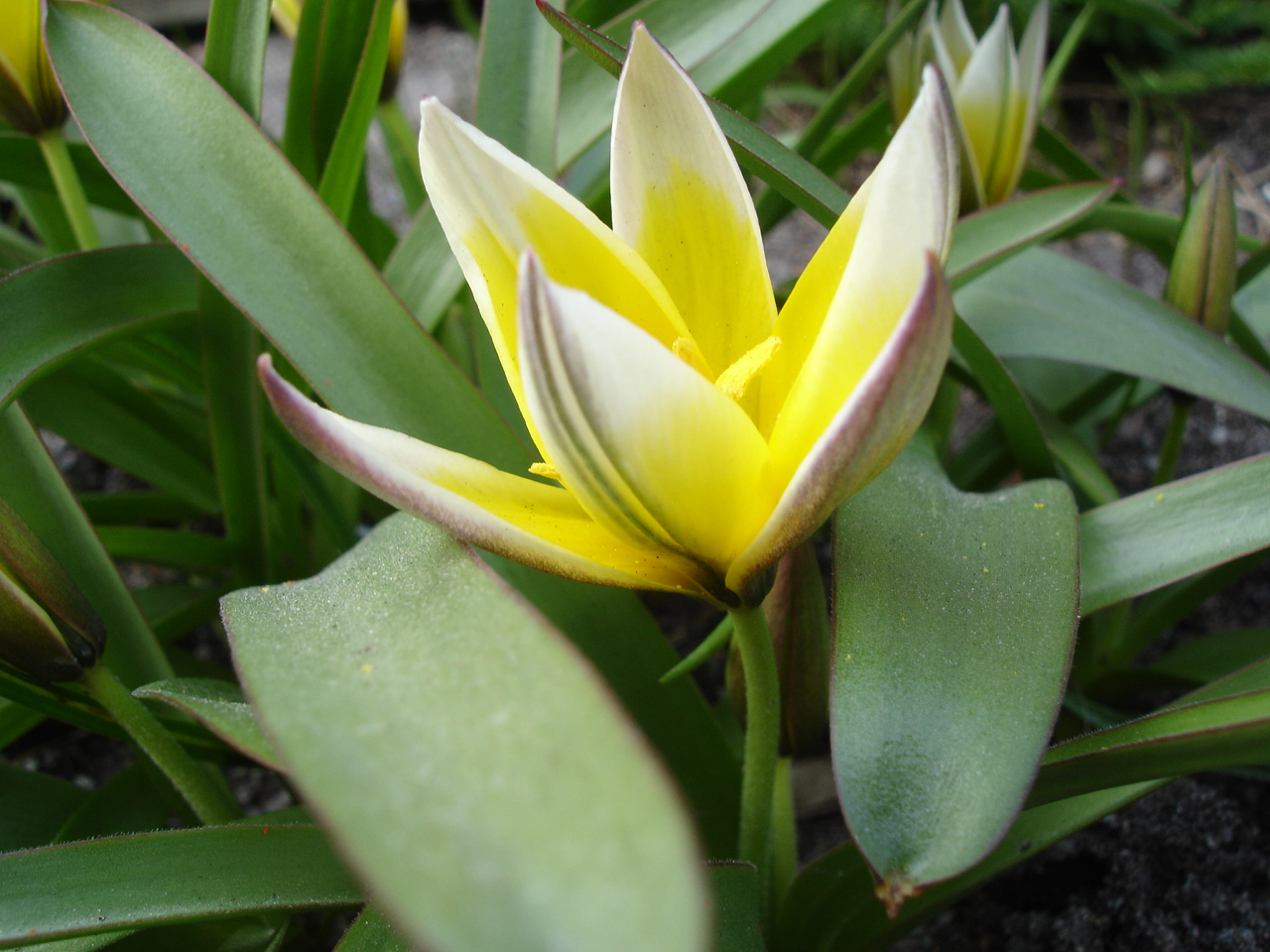
Tulipa tarda, aspecto general de la planta.

Tulipa tarda es una planta ornamental muy adecuada para jardines de rocalla. Requiere terrenos alcalinos, ligeros, perfectamente drenados, en lugares cálidos y soleados.
Los bulbos se plantan en otoño, en grupos de 5 a 10 ejemplares y a 10 cm de profundidad, separados 5-8 cm dentre sí. Florece a principios de la primavera.